# Count ZERO/Runners high
『Count ZERO｜Runners high』（カウント・ゼロ　ランナーズ・ハイ）は、2014年2月12日にリリースされたT.M.Revolution｜SCANDALのスプリット・シングル。発売元はエピックレコード。

## 概要
「Count ZERO」はPS3用ゲーム『戦国BASARA4』オープニングテーマ、「Runners high」は同エンディングテーマに起用され、累計売上は4.0万枚（オリコン調べ）を記録した。

## 収録曲
1. Count ZERO （T.M.Revolution）
  - 作詞：井上秋緒　作曲・編曲：浅倉大介
  - 出版社：ソニー・ミュージックパブリッシング
2. Runners high （SCANDAL）
  - 作詞：HARUNA　作曲：田鹿祐一　編曲：オダクラユウ
  - 出版社：ソニー・ミュージックパブリッシング
3. Count ZERO（Instrumental）
4. Runners high（Instrumental）

### 初回生産限定盤付属DVD
1. 「戦国BASARA4」プロモーションムービー
2. 「戦国BASARA4」プロモーションムービー（Count ZERO ver.）
3. 「戦国BASARA4」プロモーションムービー （Runners high ver.）
4. T.M.Revolution｜SCANDAL 平成ガチBATTLE 〜乃木坂の戦い〜